# Suaeda divaricata
Suaeda divaricata är en amarantväxtart som beskrevs av Horace Bénédict Alfred Moquin-Tandon. Suaeda divaricata ingår i släktet saltörter, och familjen amarantväxter. Inga underarter finns listade i Catalogue of Life.

## Bildgalleri

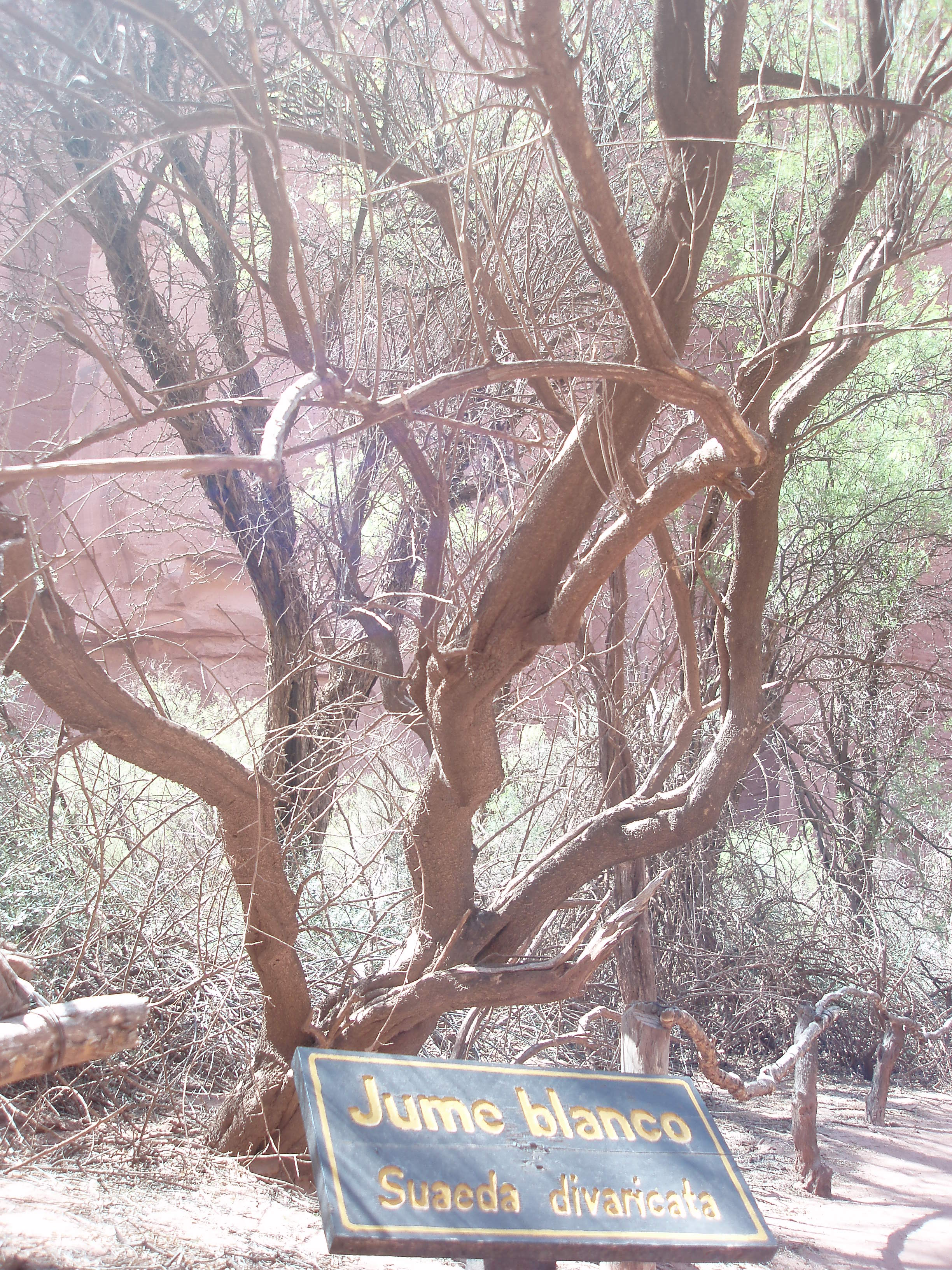